# Tuda de Lindisfarne
Tuda est un prélat irlandais mort en 664. Désigné comme successeur de l'évêque Colman de Lindisfarne après le retrait de ce dernier en Irlande à la suite du concile de Whitby, son épiscopat dure moins d'une année.

## Biographie
Selon Bède le Vénérable, Tuda est un moine éduqué dans le sud de l'Irlande qui porte selon l'usage du pays la tonsure au somme du crâne, mais qui observe la règle catholique de l'observance pascale. Homme bon et pieux, arrivé en Écosse alors que Colman est encore évêque, il lui succède après la retraite de ce dernier en Irlande et commence à mettre en œuvre les pratiques religieuses instituées par le concile de Whitby. Son épiscopat dure moins d'un an, car il est l'une des nombreuses victimes de l'épidémie de peste qui sévit en 664,. Considéré comme saint, il est fêté le 21 octobre.
Après le départ des derniers religieux scots réfractaires aux nouvelles règles, Colman obtient du roi Oswiu que Eata de Hexham,  un Angle à la tête de l'abbaye de Melrose, soit désigné pour diriger l'église de Lindisfarne.